# Copelatus neelumae
Copelatus neelumae är en skalbaggsart som beskrevs av Vazirani 1973. Copelatus neelumae ingår i släktet Copelatus och familjen dykare. Inga underarter finns listade i Catalogue of Life.